# Las recolectoras de azafrán

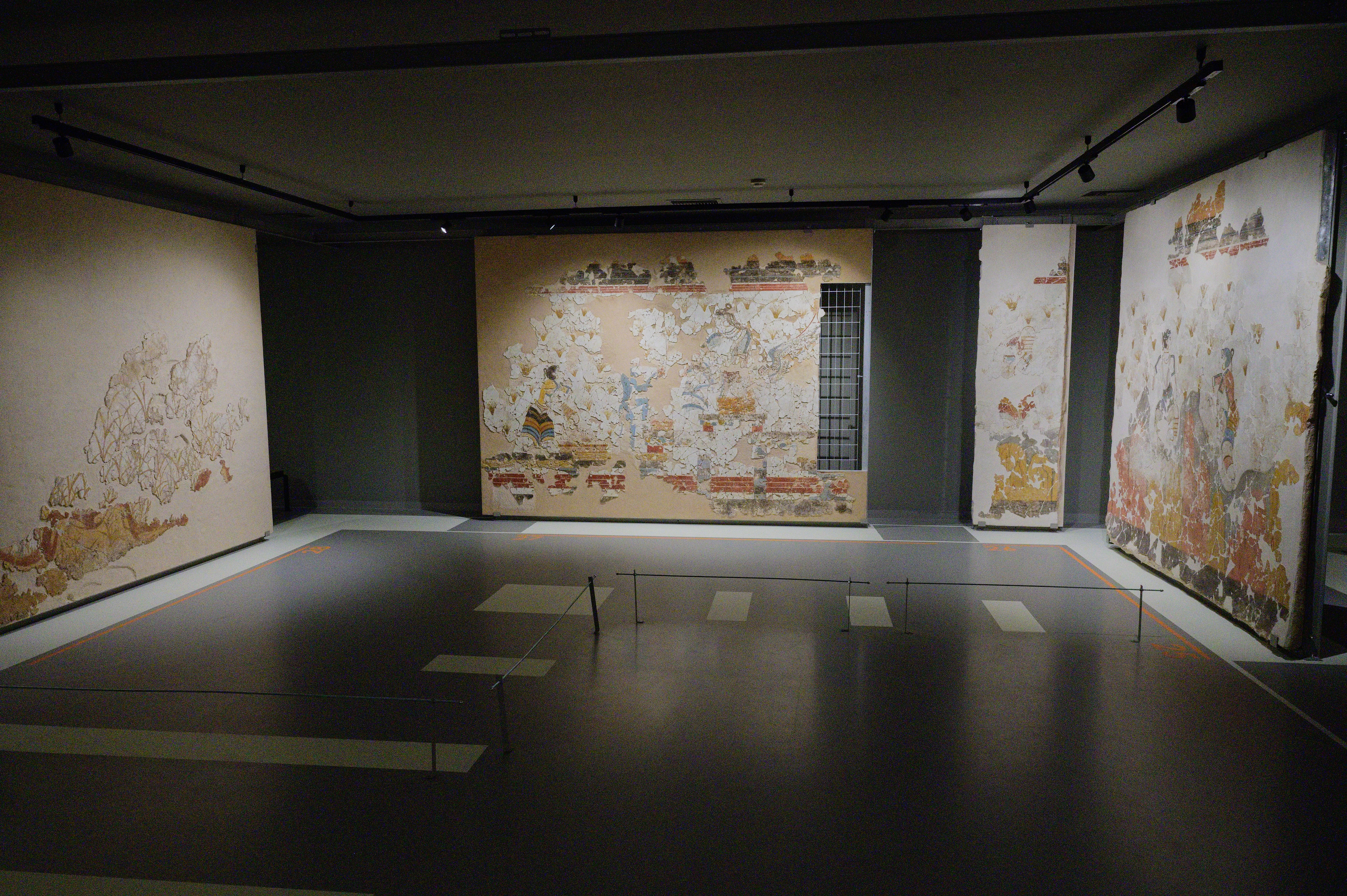
Exposición de los fragmentos conservados del fresco

Las recolectoras de azafrán es el título que se ha dado a un conjunto pictórico de la Edad del Bronce que se descubrió en la isla de Santorini, durante las excavaciones que llevó a cabo Spyridon Marinatos en Akrotiri. Se conserva, en estado fragmentario, en el Museo de Prehistoria de Tera.
Al igual que el resto de hallazgos arqueológicos de Akrotiri, los restos de este fresco permanecieron bajo la capa de cenizas del volcán que explotó en una fecha que los análisis científicos suelen situar en torno a 1628/27 a. C.

## Descripción
Este conjunto pictórico se encontraba en la sala 3a de la segunda planta de la casa conocida como Xeste 3, en el yacimiento arqueológico de Akrotiri.
En la pared oriental, dos mujeres vestidas con faldas acampanadas de vistosos colores y corpiños recolectan azafrán en un paisaje montañoso. Una de ellas parece una mujer adulta mientras la otra, que lleva el pelo, de color azul, rapado, podría ser una joven en proceso de iniciación. La dirección de las cabezas de ambas sugiere que están en contacto visual, hablando o cantando. Quizá la mayor esté supervisando la actividad de la más joven.
La escena continúa en la pared norte, donde una tercera recolectora se aleja del paisaje natural representado en la pared oriental con una cesta que probablemente está llena de azafrán sobre su hombro. Este fragmento está separado por una ventana de otra escena en la misma pared.
En esa misma pared se halla la que es considerada como la escena principal: una cuarta mujer recolectora deposita el azafrán en un gran recipiente, mientras un mono azul realiza una ofrenda, también de azafrán, a una figura femenina que está sentada sobre un pedestal tripartito y que es más grande que las demás. Los especialistas interpretan que es la figura de una diosa. Porta dos collares con representaciones de patos y libélulas y una especie de diadema en la cabeza con la figura de una serpiente. Junto a ella se halla la figura mitológica de un grifo. Algunos autores llaman a esta escena de la pared norte «fresco de la Potnia Theron».
En la pared occidental se representaba un paisaje con patos y libélulas rojas entre juncos (los mismos animales que aparecen en los collares de la diosa).
Se da la circunstancia de que en Micenas se han encontrado pendientes similares a los que porta una de las recolectoras. Por otra parte, un paralelismo iconográfico con la escena principal se representa en un sello de Kalyvia (CMS II,3,103) donde aparece una diosa adorada por una mujer y un mono.

## Interpretaciones
Una circunstancia a tener en cuenta es que tanto el mono azul como el grifo forma parte de la iconografía que también se halla en Creta durante el periodo de la civilización minoica. Por otra parte, todo el programa iconográfico de la planta segunda del edificio Xeste 3 estaba dedicado a las mujeres. Dada la importancia del azafrán, utilizado como tinte, como condimento para alimentos, y que también tenía propiedades terapéuticas, se ha sugerido que las pinturas aluden al proceso productivo y comercial de ese producto. A la vez, se rendía homenaje a una diosa de la naturaleza o de la salud. Posiblemente las recolectoras no tenían permitido acercarse a la diosa, que está entre el mono y el grifo. Se supone que el mono hace de intermediario y el grifo de protector. En todo caso, se ha señalado que dichos seres separan el nivel humano del divino.
Otra hipótesis que se ha sugerido es que la recolección del azafrán formaba parte del contexto de un rito de paso de las niñas a la edad adulta, y que está relacionado con lo representado en otro conjunto pictórico conocido como «las adoradoras del áditon», ubicado en la planta baja del mismo edificio.
|                             |
| Escena de la pared oriental |

|                           |
| Escena de la pared norte. |

|                               |
| Recolectora de la pared norte |